# Upton (Northamptonshire)
Pour les articles homonymes, voir Upton (homonymie).
Upton est une paroisse civile du Northamptonshire, en Angleterre.